# Pojoviken
Pojoviken [po:jovi:'ken] (finska: Pohjanpitäjänlahti eller Pohjanlahti) är en vik i Raseborg i Finland. Den ligger i landskapet Nyland, i den södra delen av landet, 90 km väster om huvudstaden Helsingfors.
Namnet "Pojo" kommer av det finska ordet "pohja" som betyder botten (jämför Bottenviken).
Viken är 15 kilometer lång och har en tröskel vid Ekenäs där djupet är 3 meter. Det största djupet utanför Sällvik är 40 meter. Man har kallat Pojoviken för ett Östersjön i miniatyr, då vattnet längst in i viken är helt sött och salthalten ökar ju närmare Finska viken man kommer. Pojoviken är också liksom Östersjön beroende av saltvattenpulser utifrån för syresättningen av bottnen.
Fiskarsån och Svartån rinner ut i Pojoviken.
Inlandsklimat råder i trakten. Årsmedeltemperaturen i trakten är 3 °C. Den varmaste månaden är juli, då medeltemperaturen är 18 °C, och den kallaste är januari, med −10 °C.